# Селавик (аэропорт)
Аэропорт Селавик (англ. Selawik Airport), (ИАТА: WLK, ИКАО: PASK, FAA LID: WLK) — государственный гражданский аэропорт, расположенный в населённом пункте Селавик (Аляска), США.

## Операционная деятельность
Аэропорт Селавик расположен на высоте 5 метров над уровнем моря и эксплуатирует две взлётно-посадочные полосы:
- 3/21 размерами 915 x 18 метров с гравийным покрытием;
- 9/27 размерами 810 x 18 метров с гравийным покрытием.